# Burton Albion FC
Burton Albion FC är en engelsk fotbollsklubb från Burton upon Trent i Staffordshire, East Midlands grundad 1950. Laget spelar sina hemmamatcherna på Pirelli Stadium. Smeknamnet är The Brewers. Klubben spelar sedan 2018/19 i League One.

## Historia
Burton bildades 1950 och efter några säsonger i Birmingham & District League (numera West Midlands (Regional) League) gick man med i Southern Football League 1958. De har också spelat i Northern Premier League (NPL), på grund av placeringen i centrala Midland. Inför säsongen 2001/02 gick man med i NPL och man vann serien direkt. Därmed flyttades man upp i Football Conference för första gången. Säsongen 2014/15 gick man för första gången upp i League One. Man kom tvåa första säsongen och gick upp i The Championship. 2017/18 åkte man ned till League One.
Det som många betraktar som lagets största bedrift hittills är annars att de lyckades spela 0-0 mot Manchester United i FA-cupens tredje omgång den 8 januari 2006 på den nya hemmaarenan Pirelli Stadium. Manchester United vann sedan omspelsmatchen på Old Trafford med 5-0.

## Truppen
| 21 | Tyskland | Jordan Amissah | 2 augusti 2001  | Ross County (-25)       |
| 27 | Polen    | Kamil Dudek    | 31 augusti 2006 | Burton Albion FC        |
| 32 | England  | Harry Isted    | 5 mars 1997     | Charlton Athletic (-24) |

| 2  | England   | Udoka Godwin-Malife | 9 maj 2000        | Swindon Town (-24)           |
| 3  | Skottland | Jack Armer          | 16 april 2001     | Carlisle United (-24)        |
| 4  | Sydafrika | Kegs Chauke         | 8 januari 2003    | Southampton (-23)            |
| 5  | Guyana    | Terence Vancooten   | 29 december 1997  | Stevenage (-24)              |
| 6  | Uganda    | Toby Sibbick        | 23 maj 1999       | Wigan Athletic (-25)         |
| 14 | USA       | Nick Akoto          | 16 september 1998 | South Georgia Tormenta (-24) |
| 15 | England   | Kyran Lofthouse     | 15 september 2000 | Barnsley (-25)               |
| 18 | England   | Jasper Moon         | 24 november 2000  | Barnsley (-23)               |
| 19 | England   | Dylan Williams      | 13 september 2003 | Chelsea (-25)                |
| 20 | England   | Jason Sraha         | 19 november 2002  | Shrewsbury Town (-24)        |
| 26 | England   | Finn Delap          | 10 juni 2005      | Burton Albion FC             |
| 33 | Albanien  | Geraldo Bajrami     | 24 september 1999 | Notts County (-24)           |
| 39 | England   | Josh Taroni         | 1 mars 2007       | Burton Albion FC             |

| 7  | Nordirland | JJ McKiernan    | 18 januari 2002  | Lincoln City (-25) |
| 8  | England    | Charlie Webster | 31 januari 2004  | Chelsea (-24)      |
| 17 | England    | Jack Hazlehurst | 9 juli 1999      | Chorley (-24)      |
| 25 | Irland     | Ciaran Gilligan | 5 februari 2002  | Burton Albion FC   |
| 30 | Skottland  | James Jones     | 13 februari 1996 | Wrexham (-25)      |
| 34 | England    | Ben Whitfield   | 28 februari 1996 | Barrow (-24)       |

| 9  | England               | Jake Beesley   | 2 december 1996 | Blackpool (-25)         |
| 10 | Saint Kitts och Nevis | Tyrese Shade   | 9 juni 2000     | Eastleigh (-25)         |
| 11 | Portugal              | Fabio Tavares  | 22 januari 2001 | Coventry City (-25)     |
| 22 | Sverige               | Julian Larsson | 21 april 2001   | Nottingham Forest (-24) |
| 38 | England               | Jack Newall    | 15 mars 2007    | Burton Albion FC        |

Not: Spelare i kursiv stil är inlånade.

### Utlånade spelare
| Nr | Land      | Pos | Namn                                                |
| -- | --------- | --- | --------------------------------------------------- |
| —  | Skottland | F   | Alex Bannon (i Derry City till 31 maj 2026)         |
| —  | Sverige   | A   | Jack Cooper Love (i Roda Kerkrade till 31 maj 2026) |

| Nr | Land    | Pos | Namn                                               |
| -- | ------- | --- | -------------------------------------------------- |
| —  | Litauen | A   | Tomas Kalinauskas (i Kalmar till 30 november 2025) |

## Meriter
- League One: Tvåa och uppflyttade 2015/16
- League Two: Mästare 2014/15
- Football Conference: Mästare 2008/09
- Northern Premier League: Mästare 2001/02
- FA Trophy: Final 1987